# Eufaula
Eufaula /="high bluff,"/ jedno od plemena Muskogee ili Creek Indijanaca nastanjenih nekada u nekoliko sela na teritoriju Creeka u Alabami i Georgiji, te jedan dio među Seminolama na Floridi. Od po imenu poznatih sela to su Eufaulahatchee, Eufaula hopai ili Lower Eufaula i Upper Eufaula. Ime ovog plemena očuvalo se u nazivima nekoliko američkih gradova. 